# Glorenza
Glorenza (németül Glurns) egy kisváros Olaszország Trentino-Alto Adige régiójában, Bozen–Bolzano autonóm megyében, a Vinschgau területén. Egyike az Alpok legkisebb városainak. A város fő látnivalója épen megmaradt középkori városfala. Ez osztja Glorenzát az úgynevezett Belső- és Külső Városra.

## Története
Glurns már  a római időkben közlekedési comópontnak számított, mivel a Via Claudia Augusta haladt át rajta, valamint ehhez hasonlóan egy kereskedelmi út a távoli Svájc felé.
Az első település, Glurns falu, a mai város nyugati részén alakult ki, az Etsch- híd és a Malsi-kapu közti részen. Az első írásos források 1163-ból származnak. A név: Glurnis, Clurne, Clorno, avagy Glurens vor-rőmisch, illetve rétoromán hagyományra utal és mogyorót, illetve égerfát jelentett.  Az olasz Glorenza név a 20. század mesterséges névalkotása.
1227-ben épült fel első temploma (Pfarre), amely Chur érsekének felügyelete alá tartozott. A szomszédságában a tiroli tartományúr is létesített egy települést (körülbelül a mai Laubengasse helyén), amelyet már 1294-ben mint „burgum”-ot (megerősített hely) jegyeztek. 1291-ben II. Meinhard vásárjogot adományozott, 1294-ben a münsteri (müstairi) Bartholomeus-marktot (vásár) Gürnsbe telepítették át.
Glurnst, mint „város”-t, első ízben 1304-ben említik. A városnak Tirol és Svájc közelségéből adódó szerencsés elhelyezkedése miatt piaca, illetve vásárjai hamarosan nagy hírnévre és jelentőségre tettek szert. A tartományúr a városnak tízéves adómentességet biztosított, s ezen idő alatt a város profitált a beszedett útadókból és az árumegállítási jog jövedelméből. (A „Niederlagsrecht”, azaz árumegállítási jog értelmében az átutazó kereskedők kötelesek voltak áruikat a város piacán vásárlásra felajánlani.) Elsősorban a tiroli Hallból származó sóval kereskedtek, de ehhez társultak még a felső-itáliai déligyümölcsök, a bor, valamint vas- és fémárúk, továbbá fűszerek is.
Egy 1233-beli tartományúri rendelet értelmében Glurns lett  székhelye a teljes Felső-Vinschgaunak. Egy kuriózum is származik ebből a törvénykezésből: a bárddal kivégzett elítélteket a részükre készenlétben tartott ládában (Ausztriában „Polster”-nek nevezték) elvitték egy a Glurnstól nyugatra fekvő kis hegyi temetőbe, amelyet még a mai napig is „Polsterhof”-nak neveznek.
Glurns 1423-ban a tiroli városok közt a 18. helyet foglalta el.
Az 1499. május 22-i  Glurnshoz közeli calveni csata során az itt állomásozó császári csapatokat a Hármas szövetségnek egy csapatának az általuk végrehajtott bekerítő manőverrel sikerült megsemmisíteni. Az akció befejezéseként a harcoló csapatok felgyújtották a várost és a lakosságot is kegyetlenül meggyötörték.
Az újjáépítés során a város mindkét részét azzal a városerődítménnyel vették körül, amely ma is látható. A tervet  a főtervező és erődítményépítő Jörg Kolderer készítette. 1528-ban I. Ferdinánd császár város-címert adományozott Glurnsnak. Az erődítési munkálatok azonban csak 1580 körül fejeződtek be.
Körülbelül ettől az időtől számítható a város gazdasági visszaesése. A kereskedelmi utak megváltoztak, elsősorban az Eisack-völgyben fekvő Bozen fejlesztésének privilegizálása miatt, mert így a régi kereskedelmi utak tevékenységet megsemmisítették. Az új városi erődítmény stratégiai jelentőségének megfelelően aztán a 17. században egy újabb fejlődési időszak kezdődött. A haditechnika fejlődésével párhuzamosan a városi erődítményt is átalakították és ezzel stratégiailag újra értékessé vált. Ez az erődítmény a harmincéves háború során a környéken portyázó zsoldosoktól megvédte a város lakosságát. Úgy tartják, hogy az 1635-ben is erre portyázó magyarok hozták a városra a kiütéses-tífuszt.

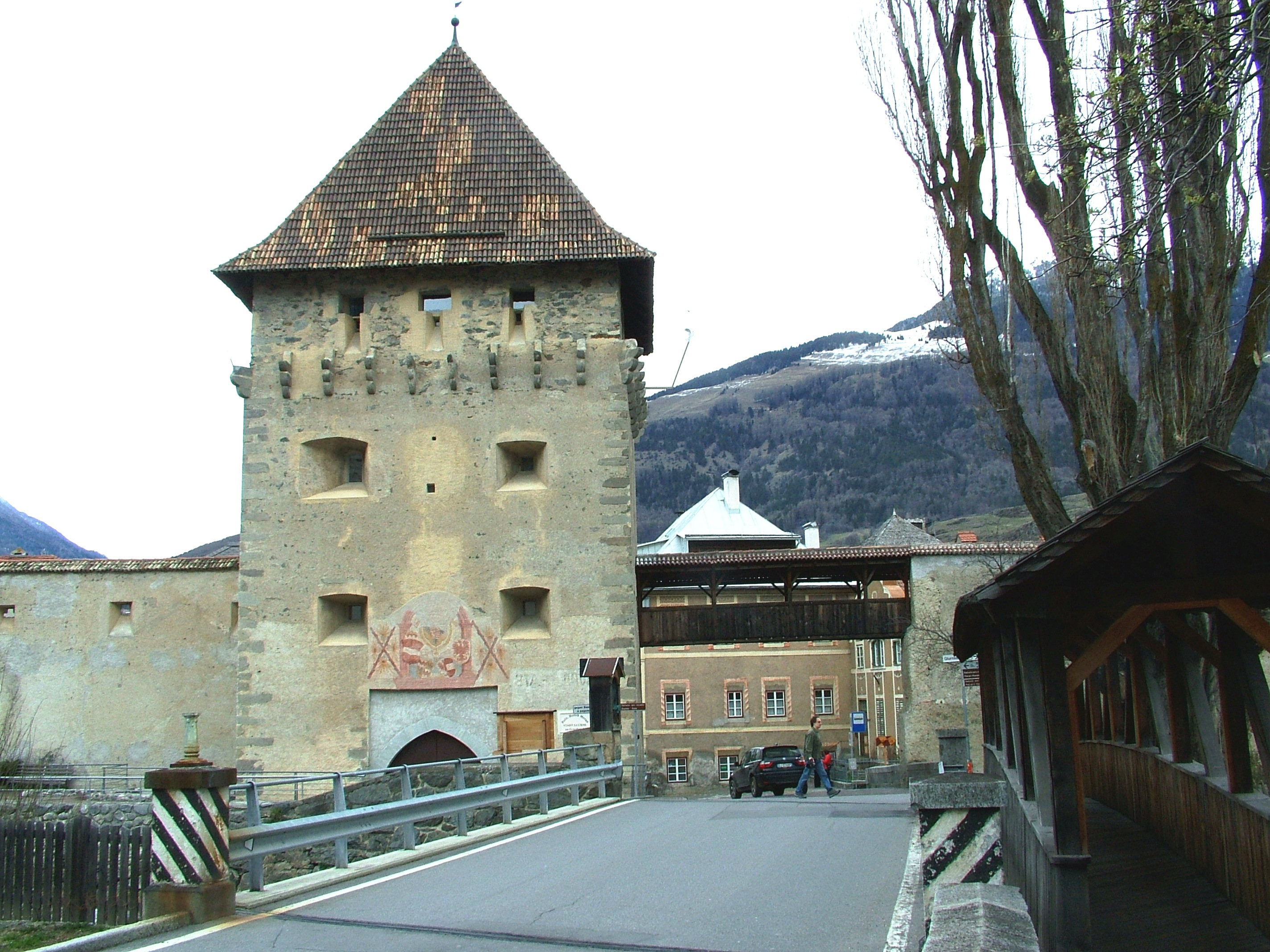
nyugati városkapu

Glurns sokszor leégett és sokszor újjáépült. Valamikor 1664-körül teljesen megsemmisült. 1732. január 5-én 89 ház és istálló (háziállatokkal), 5 lakossal vált a tűz martalékává. Ugyancsak sokszor vált a város az Etsch folyó áradásának áldozatává is.
1799. március 25-én az őrizetlenül hagyott városba bevonultak a francia csapatok. Ez ugyancsak a város kirablásával és tönkretételével járt együtt. Ebből az eseményből nyolc polgári halottról is megemlékezik a hagyomány.
A 19. században a hajdani kereskedőváros mezőgazdasági településé alakult át. Öröklődések során aztán a földrészletek olyannyira elaprózódtak, hogy a lakosság megélhetését már nem tudták biztosítani. Egyes lakosok megélhetésüket mint „Karrner”-ek (vándorkerekedők) kényszerültek megszerezni, ami azt jelentette, hogy árucikkeiket (déligyümölcsök, délszaki gesztenye, meg háztartási eszközök északról) egy „Karren”-en (kordén, taligán) vitték magukkal. Már a 17. század második felétől számtalan gyermek , mint Schwabenkinder, vándorolt február végén, vagy március elején Németországba, vagy Svájcba, ahol „egy új ismerős” – többnyire fizetség nélkül – (eltartásért) dolgoztatott velük. Ennek a helyzetnek csak az első világháború vetett véget.
1855. június 16-án a Felső-Vinschgau-i Haider-tó vize árasztotta el a várost. A város kárára az 1906-ban megnyitott Vinschgau-vasút (Vinschgerbahn) elkerülte Glurnst, így nem közvetlenül, hanem csak a szomszédos Malson keresztül kapcsolódott hozzá, s így ez sem hozott gazdasági fellendülést a városnak.
Az első világháborút követően Gurns Olaszországhoz került, de a gazdasági körülményekben ez sem hozott változást. A város hajdani jelentőségének feledésbe merülését demonstrálja az is, hogy a közigazgatás is a szomszédos Schlandersbe került.
Először az 1970-es évektől kezdve - több egyetemista és főiskolás kezdeményezésére - megindult a város átfogó felújítása és revitalizációja, amely csupán az első lépést képez a sértetlen festői városképnek, mint idegenforgalmi attrakciónak (célárunak) a turisztikai értékesítéséhez.

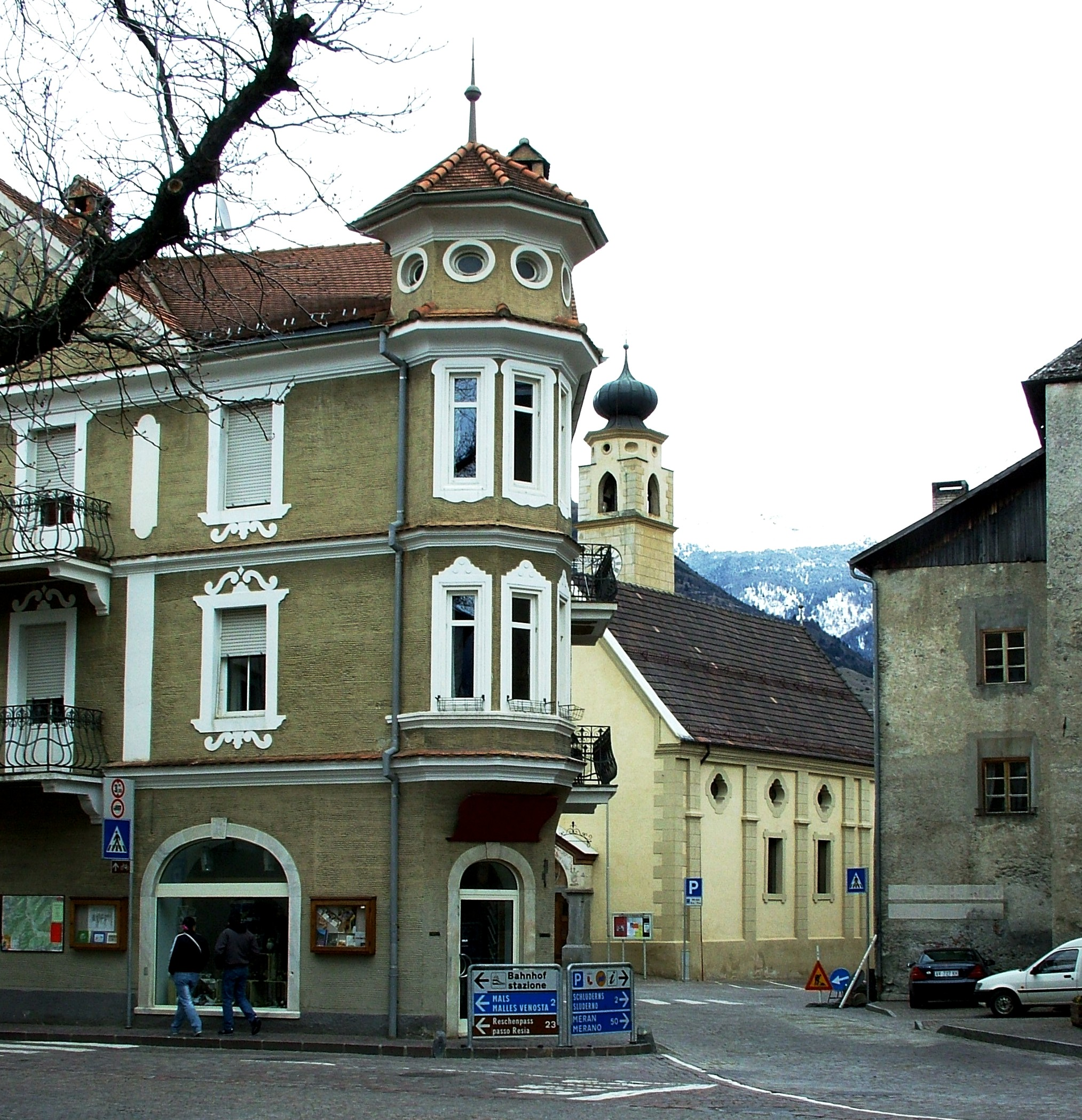
Városközpont

## Templomok
Néhány méterre a városfalaktól délre futó Etsch folyó túlpartján, a Tauferer kaputól nyugatra található a Szent Pankráciusz templom. A késő gótikus építmény tornyát barokk hagymasisak díszíti. A templom egy korábban, a 13. században épült, ugyanitt álló  istenháza helyén létesült 1496-ban. Egy újszövetségi motívumot feldolgozó freskója 1496-ra datált. 1965-ben az ősi késő gótikus stílusban kialakított templombelsőt restaurálták. Az 1496 körül készített, mellékoltár mellett látható a Szent Anna látogatása témájú freskó. Egy 1440 körülre datált pietá szoborcsoportot ünnepnapokon a bal oldali mellékoltár mensájában állítják fel. A kórus üvegablaka (1893 körüli) Krisztus születését, keresztre feszítését és feltámadását ábrázolja. A kórustérben levő homokkő-reliefet Jörg von Lichtensteinnek tulajdonítják.

## Közlekedés
Glurns több fontos alpesi útvonal kereszteződésében fekszik:
- a Reschenpaß Észak-Tirol felé
- az Ofenpaß a svájci Engadin felé
- a Stilfersjoch Olaszország (Lombardia) felé.
- az Umbrail-hágó (Umbrailpass), a Stilfser-hágón át Olaszországba

A város mintegy 1 km-re van Mals vasútállomásától, amely a 2005 óta ismét működő Vinschgerbahn megállója, ezáltal Gurns összeköttetésben van az olasz országos vasúthálózattal.

## Rendezvények
- Bartholomeus- vásár és parasztpiac augusztus 24-én a városi főtéren
- Sealamork– Seelenmarkt nagy évenkénti vásár mindenszentekkor, amiben az egész város megmozdul (november 2.)

## A város hírességei
- Paul Flora (*1922. június 29.) osztrák rajzoló, grafikus, karikaturista, illusztrátor

## Képgaléria

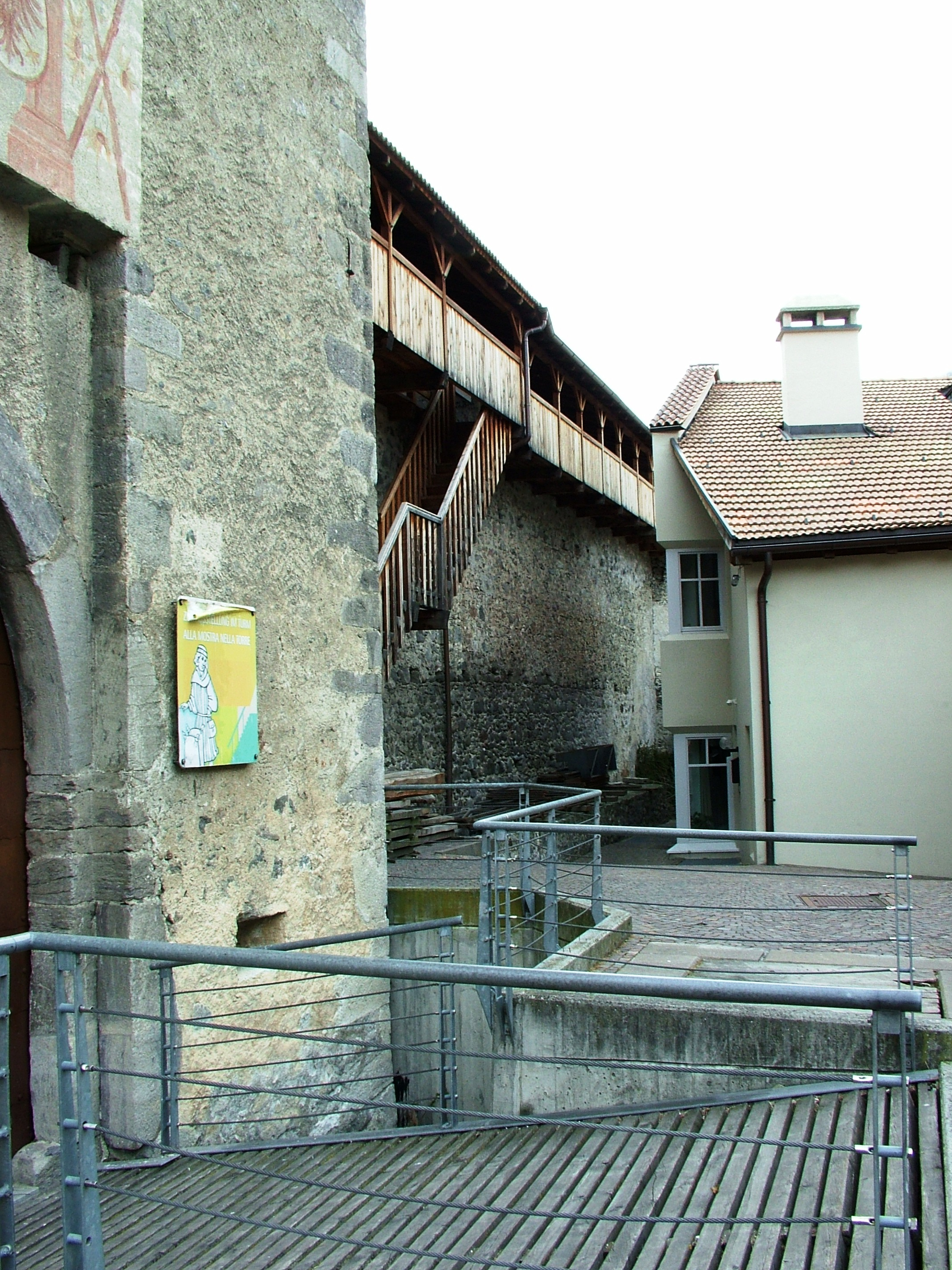
Glurns/Glorenza: Belső kép a városfalról
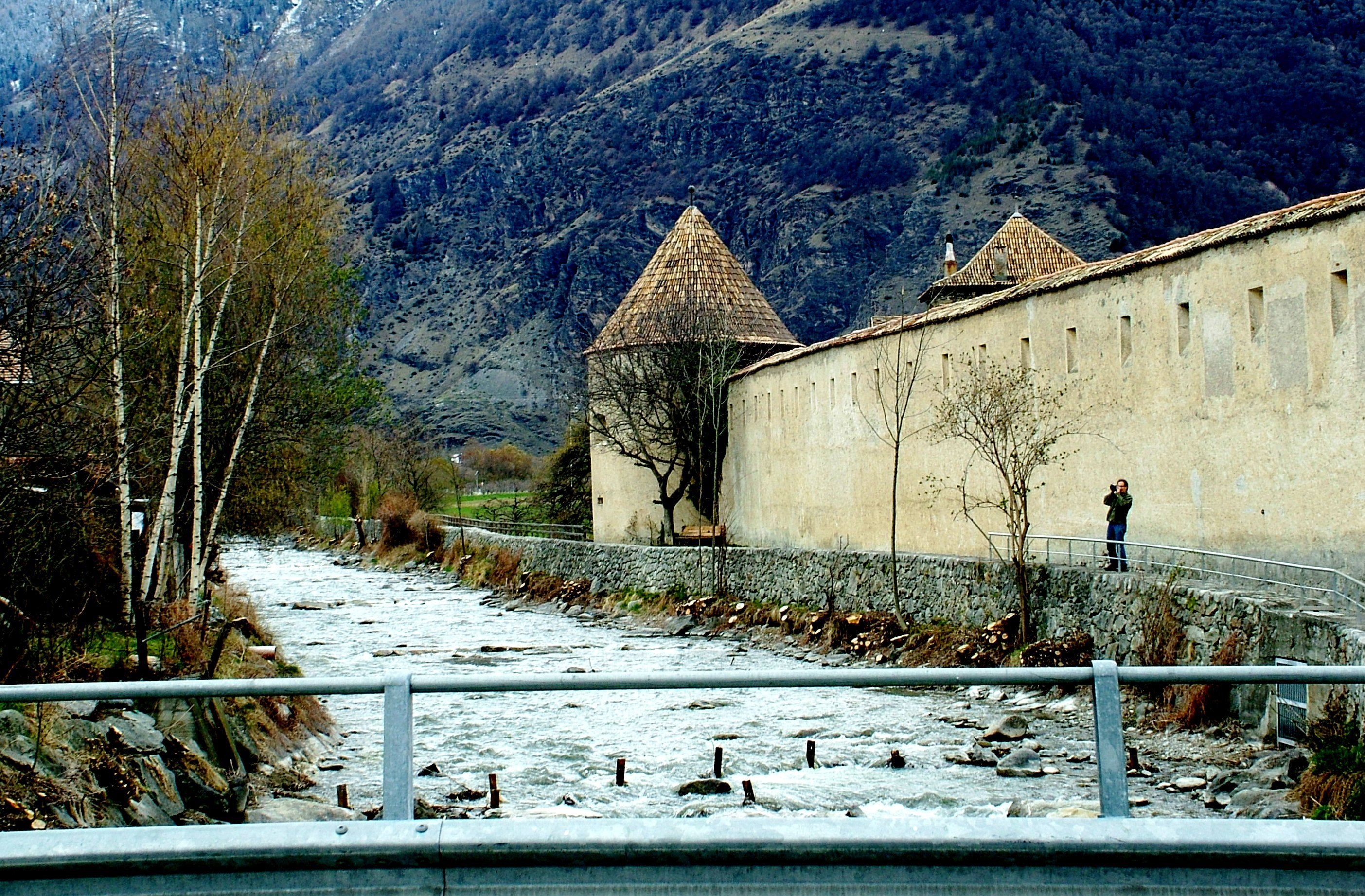
Glurns/Glorenza: városfalak és az Adige folyó
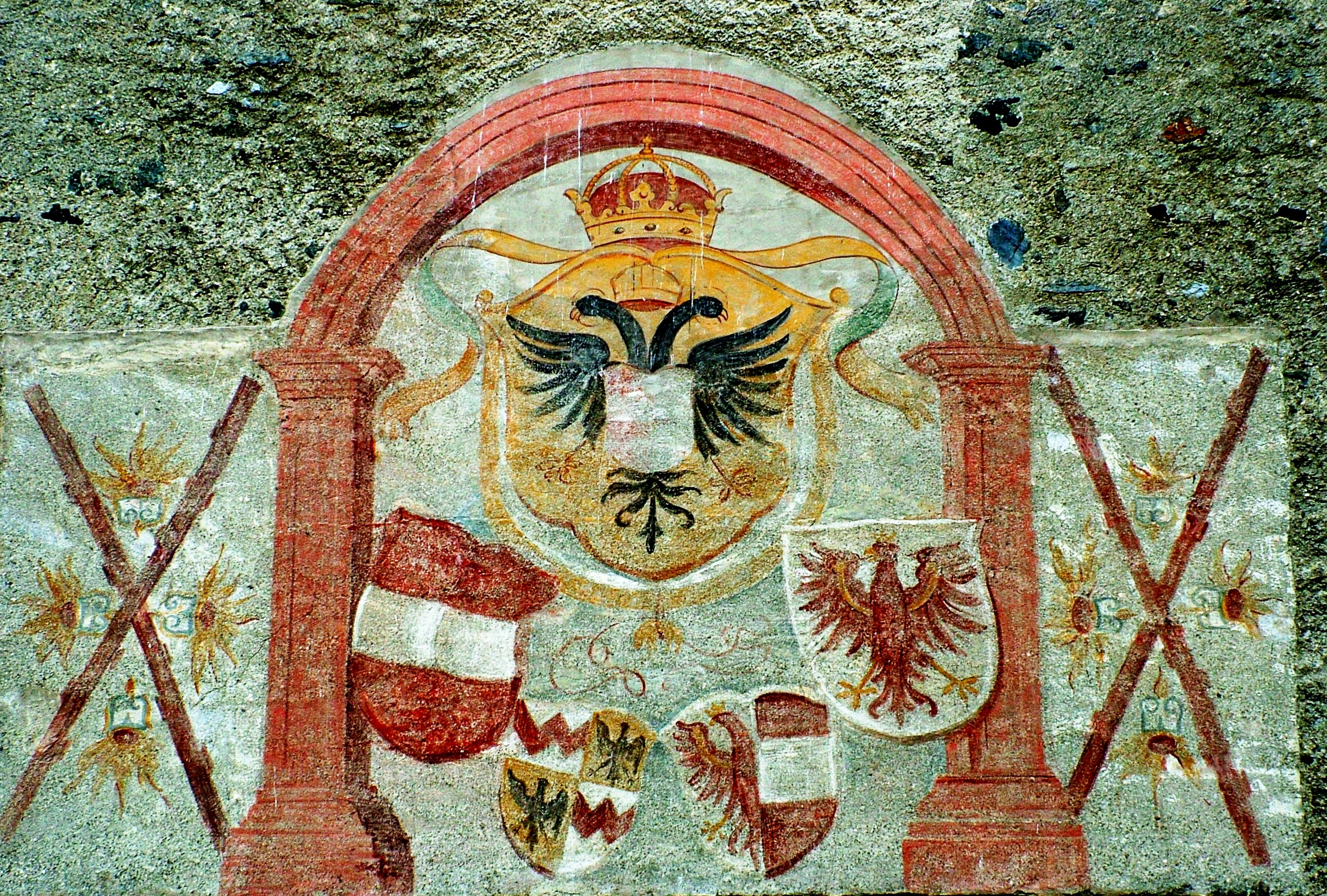
Glurns/Glorenza: sgraffito városcímer
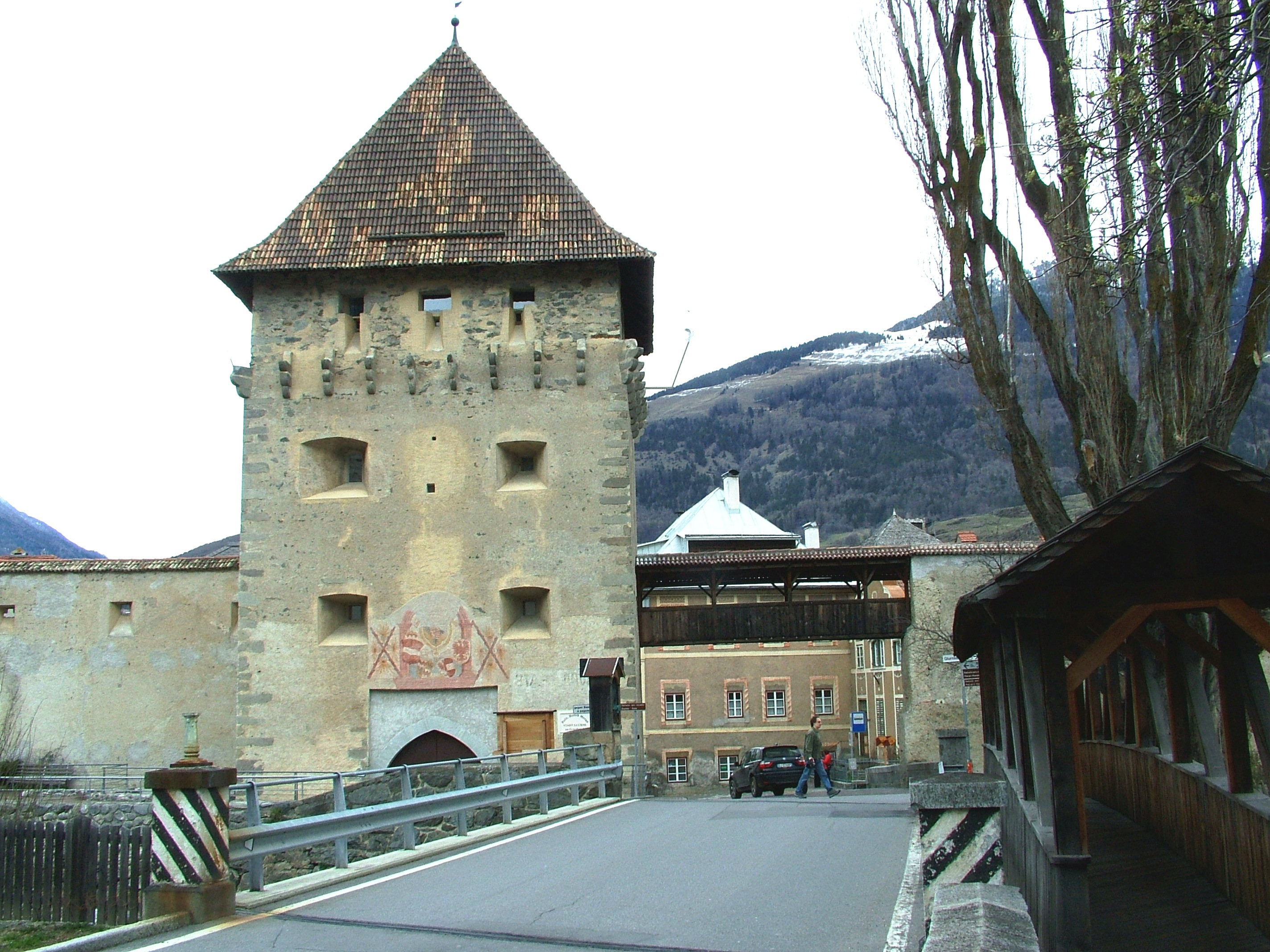
Glurns/Glorenza: nyugati városkapu
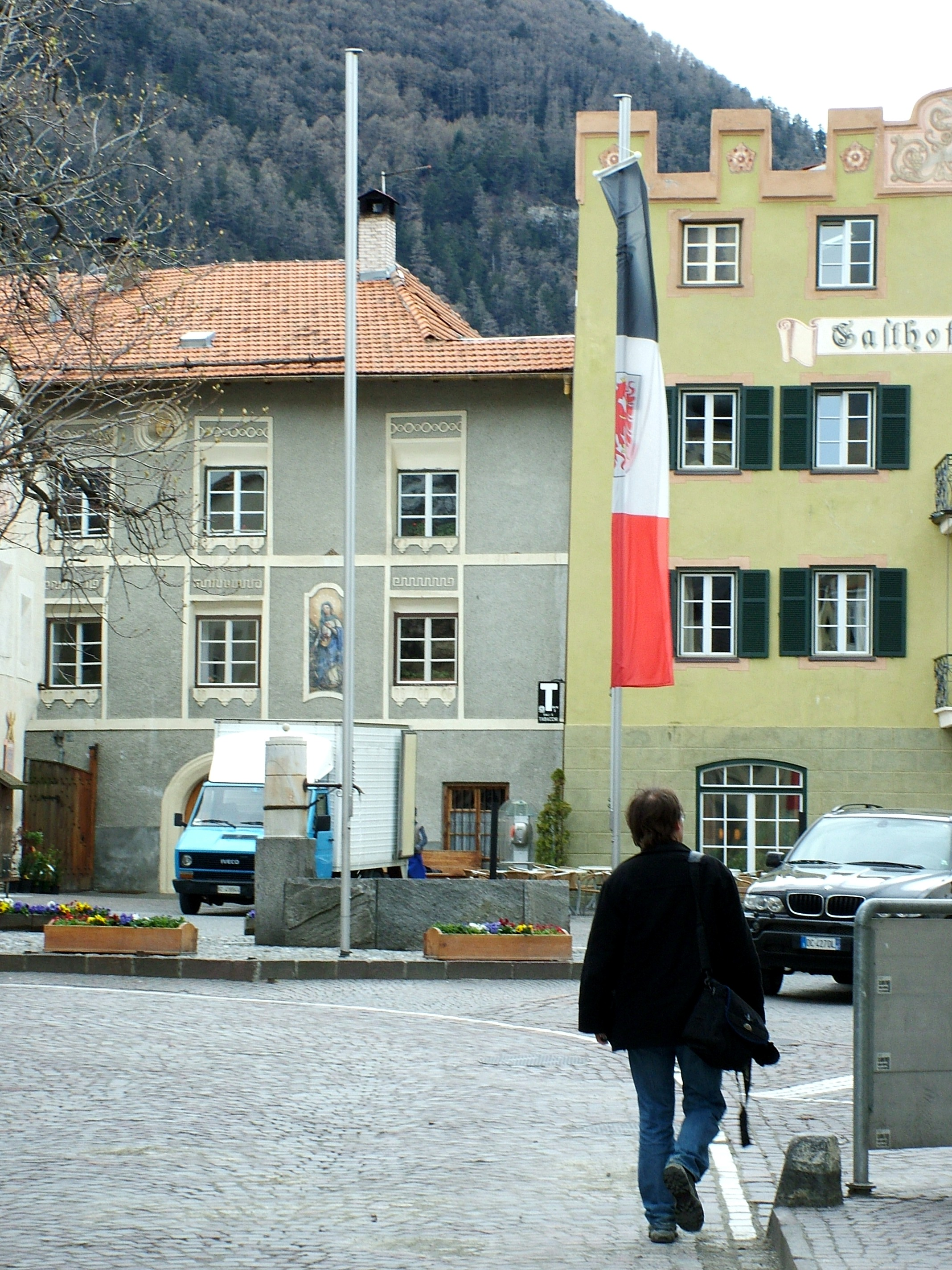
Glurns/Glorenza: városközpont
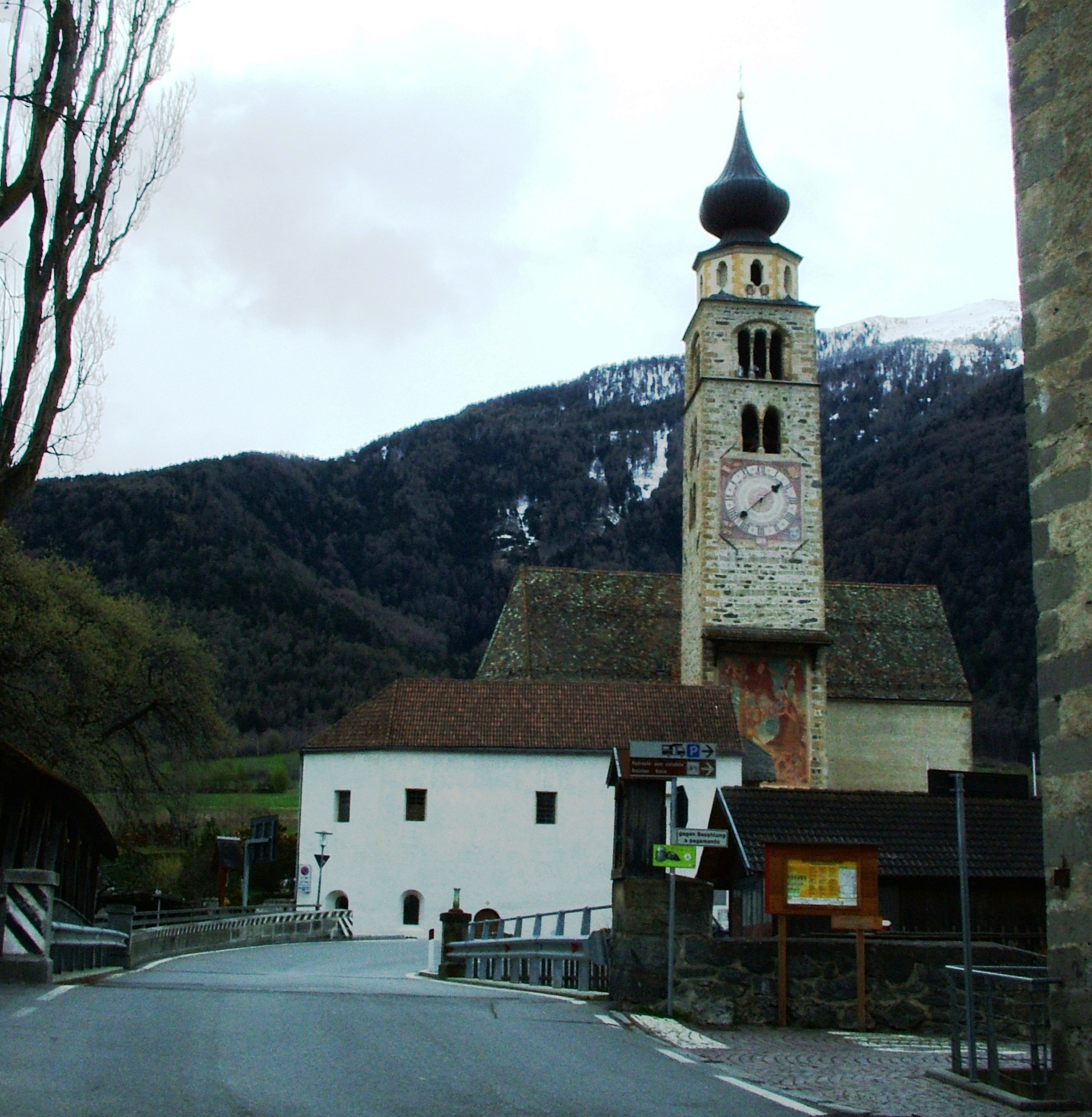
Glurns/Glorenza: falakon kívüli műemléktemplom

## Külső képhivatkozások
- Glurns városközpont
- Glurns városközpont
- Glurns városközpont
- Glurns sgraffito városcímer
- Glurns templomtorony
- Glurns védőfal és bástya
- Glurns városcímer
- Glurns városkapu